# Suzanne au bain (Le Tintoret)
Suzanne au bain est une peinture à l'huile sur toile de 1,67 × 2,38 m réalisé par Le Tintoret (Jacopo Robusti, dit Tintoretto) entre 1550 et 1575. Il en existe une autre version, datant de 1555, de 1,47 x 1,94 m.

## Histoire
Le commanditaire originel de la toile est incertain, peut être le Marquis d'Aubespine. Elle atterrit finalement dans la collection royale de Louis XIV au moment de son acquisition par l'État français.
Elle est aujourd'hui détenue par le musée du Louvre-Lens.

## Style
Cette peinture marque une période de basculement de l'art : le passage de la  « buona maniera » (celle que Vasari attribuait à Giotto) au maniérisme du début du XVIe siècle. Le tableau de Suzanne au bain s’inscrit dans cette période de basculement, d’équilibre de l'art.
Le Tintoret naît juste au commencement de l’ère maniériste, c’est un courant qui le marque profondément
Le nu marque tout d’abord un changement par rapport à la peinture du XVe siècle, c’est le déclin de la religion et l’essor de l’humanisme qui fait apparaître dans l’art ce genre de nus, manifestes et assumés. Auparavant, le nu humain (et non de divinité) est souvent associé à la honte, en particulier à cause de l’épisode du jardin d’Eden où Adam et Ève se rendent compte de leur nudité en mangeant le fruit défendu et se cachent alors sous des vêtements de feuilles. De même, la nudité de Noé représenté par Michel-Ange dans la chapelle Sixtine et dont son troisième fils se moque, évoque encore une fois la honte et l’humiliation. Le nu de Suzanne au bain est parfaitement assumé, sa position tortueuse, typique du maniérisme, montre une grande surface de peau, créant une figure sensuelle et voluptueuse. Elle regarde directement le spectateur ce qui renforce l’idée qu’elle n’a pas honte
Même si Le Tintoret est largement marqué par le maniérisme, son éducation artistique reste profondément ancrée dans la buona maniera traditionnelle de ses prédécesseurs. Il conserve dans Suzanne au bain, une palette assez classique avec des teintes de peau « naturelles », le décor verdoyant reste uni et défini.

## Sujet
Le sujet du tableau nous vient de l’Ancien Testament, plus précisément du Livre de Daniel. C'est un sujet déjà plusieurs fois représenté par Le Tintoret mais aussi par d’autres artistes tels que Véronèse, Giacomo Pacchiarotto ou Jacopo Bassano. La légende de Suzanne a trouvé un écho considérable chez les peintres italiens du XVIe siècle.
Cette légende raconte et met en lumière la vertu sans pareille de Suzanne, femme du riche Joakim de Babylone. Alors qu’elle désirait se baigner dans le parc attenant à sa maison, elle envoya ses servantes chercher son nécessaire de toilette et fermer les grilles du parc. Profitant de sa solitude, deux vieillards, juges de Babylone qui l’observaient en cachette depuis un certain temps, voulurent la forcer à se donner à eux sous peine de l’accuser d’adultère. Au lieu de céder à cette menace, Suzanne préféra se faire accuser à tort et appela à l’aide. Sur le point d’être mise à mort, Suzanne fut sauvée par Daniel qui en piégeant les deux vieillards prouva son innocence. « Ô toi qui a vieilli dans le mal ! Ils sont là maintenant, les péchés que tu as commis précédemment : tu rendais des jugements injustes, condamnant les innocents et absolvant les coupables, alors que le Seigneur a dit « tu ne feras pas mourir l'innocent et le juste ». » Ainsi, le texte de la légende de Suzanne montre un idéal de vertu et enseigne que la vertu est toujours récompensée.

## Interprétation
Le tableau semble s’opposer au texte écrit. Là où la Bible met en valeur la vertu, la pudeur, la loyauté et la droiture de Suzanne, le Tintoret la représente dans une nudité crue voire envahissante. D'ailleurs le contraste entre la blancheur de sa peau et l’obscurité du fond fait ressortir sa figure, elle attire directement l’œil du spectateur. La lumière vient directement l’éclairer en face d’elle, son dos est dans l’ombre tandis que la devant de son corps est illuminé.
On le voit d'autant plus en comparant le tableau à celui plus ancien de Giacomo Pacchiarotto, Le Jugement de Daniel (v.1500-1520). Dans la version de Pacchiarotto, c’est véritablement la vertu de Suzanne qui est mise en valeur : elle est en position de prière et auréolée, les vieillards sont pointés du doigt, l’un baisse la tête tandis que l’autre a ostensiblement les mains liées derrière le dos. Là où la peinture de Pacchiarotto met en avant et incarne la morale du texte biblique, celle du Tintoret s’éloigne de cette morale voire l’occulte en exhibant la nudité de Suzanne : tout semble converger vers l’observation de Suzanne.
Contrairement à d’autres versions de l’œuvre, les vieillards prennent dans celle-ci une place peu conséquente dans le tableau, mais cette place ne signifie pas qu’ils n’ont pas d’importance. Ils sont tous les deux cachés dans l’arrière-plan, la perspective des arbres derrière Suzanne renforce leur éloignement. Ils épient la jeune femme, cachés par une table et les branches d’un arbre dont les feuilles semblent indiquer qu’il s’agit d’un chêne. La longévité réputée du chêne renforce la vieillesse de ces hommes et cette vieillesse renforce à son tour leur caractère lubrique et graveleux. La perspective utilisée pour les arbres de la forêt part des deux vieillards, pour s’ouvrir sur Suzanne, matérialisant ainsi leur regard élargi sur elle.
La symbolique animale met également leur délit en emphase. La faisane aux pieds de Suzanne rappelle tout d’abord la chasse, puis dans un contexte social, le faisan représente une personne très convoitée, soit amoureusement soit sexuellement. À l’inverse, les animaux les plus proches des vieillards sont deux crapauds à côté de la mare. Le crapaud a quant à lui une réputation d’animal sale et repoussant souvent même associé à la sorcellerie. Les deux batraciens sont tournés vers les vieillards, ils semblent les regarder, impassibles.
Un petit miroir posé entre les jambes de Suzanne, apporte une connotation sexuelle au tableau bien qu’il ne reflète en réalité rien de particulier, il laisse au spectateur la liberté d’imaginer le reflet. Sans même cette connotation, le miroir évoque encore une fois l’observation, il sert à voir, ici, à « reluquer ».
Enfin, le positionnement des vieillards forme un reflet de celui du spectateur. Suzanne est placée comme un axe de symétrie, un juste milieu entre ceux qui la regardent. En ajoutant les deux femmes à chacun de ses côtés, Suzanne paraît même complètement encerclée, observée de la pointe de ses cheveux aux ongles de ses pieds comme l’indiquent les deux servantes.